# Magic Mike's Last Dance
Magic Mike's Last Dance is een Amerikaanse komische dramafilm uit 2023 onder regie van Steven Soderbergh en is de derde film in de Magic Mike-franchise. De hoofdrollen worden vertolkt door Channing Tatum en Salma Hayek.

## Verhaal
Mike betreedt opnieuw het podium, na een mislukte zakelijke deal die hem blut achterliet, waardoor hij baantjes als barman in Florida aannam. Mike vertrekt naar Londen met een rijke socialite die hem verleidt met een aanbod dat hij niet kan weigeren.

## Rolverdeling
| Acteur           | Personage        |
| ---------------- | ---------------- |
| Channing Tatum   | Mike Lane        |
| Salma Hayek      | Maxandra Mendoza |
| Ethan Lawrence   | Woody            |
| Ayub Khan Din    | Victor           |
| Jemelia George   | Zadie Rattigan   |
| Juliette Motamed | Hannah           |

## Release en ontvangst
Magic Mike's Last Dance ging op 25 januari 2023 in première in Miami Beach en werd op 9 februari 2023 in de Verenigde Staten uitgebracht. De film bracht wereldwijd ruim 57 miljoen Amerikaanse dollars op en kreeg gemengde kritieken van de filmcritici, met een score van 48% op Rotten Tomatoes, gebaseerd op 229 beoordelingen..
De film zou oorspronkelijk rechtstreeks naar streamingdienst HBO Max gaan, maar na positieve testvoorstellingen werd de film toch uitgebracht in de bioscopen.

## Prijzen en nominaties
De belangrijkste:
| Jaar | Prijs                   | Categorie         | Genomineerde(n)              | Uitslag     |
| ---- | ----------------------- | ----------------- | ---------------------------- | ----------- |
| 2023 | Golden Raspberry Awards | Slechtste actrice | Salma Hayek                  | Genomineerd |
| 2023 | Golden Raspberry Awards | Slechtste duo     | Salma Hayek & Channing Tatum | Genomineerd |